# Vroege krokus
De vroege krokus (Crocus chrysanthus) is een overblijvende plant uit de lissenfamilie (Iridaceae). Van nature komt deze plant voor in Zuid- en Oost-Europa en Turkije en is in Nederland verwilderd. De soort wordt als sierplant gebruikt en heeft vele cultivars. Het aantal chromosomen is 2n = 8, 10, 12, 18, 19, 20.
De plant wordt 8-15 cm hoog en vormt stengelknollen, die omgeven zijn met horizontaal splijtende vliezen (rokken) afkomstig van de oude bladscheden. De drie tot vijf, 0,5-2,5 mm brede bladeren hebben een zilverachtige middenstreep.
De vroege krokus bloeit vanaf januari tot in maart met komvormige, stervormige bloemen, die aan de voet twee vliezige schutbladen hebben. De lichtgele tot oranjegele, soms roomwitte, bloemdekbladen zijn 15-35 mm lang en 5-11 mm breed. Soms is hun buitenkant gestreept of hebben ze een paarse of bronze buitenkant. Er zijn drie meeldraden. De gele, 6-12 mm lange helmdraad is kaal. De bloem heeft een drielobbige, gele tot oranje stempel.
De vrucht is een doosvrucht.

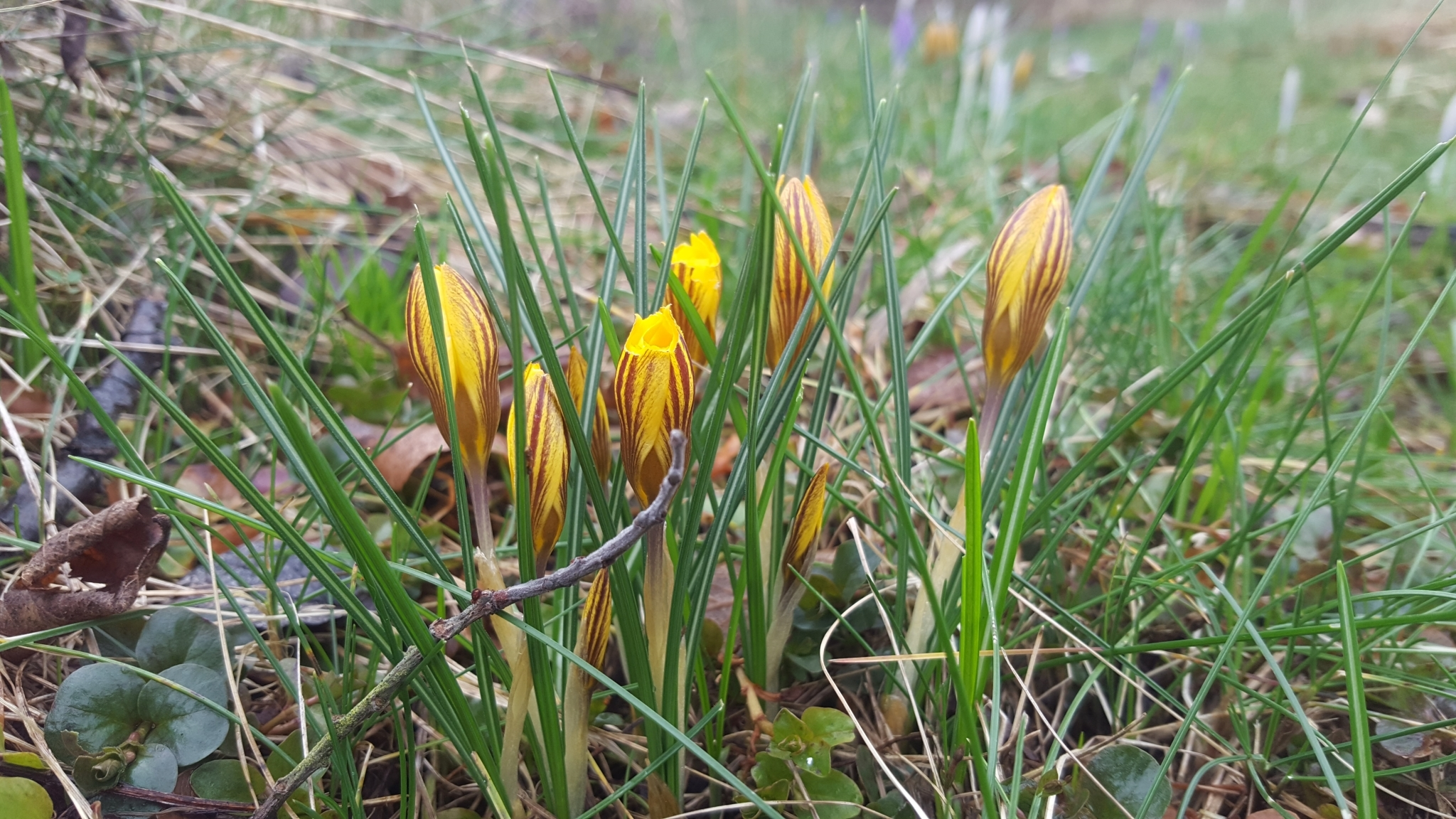
Planten
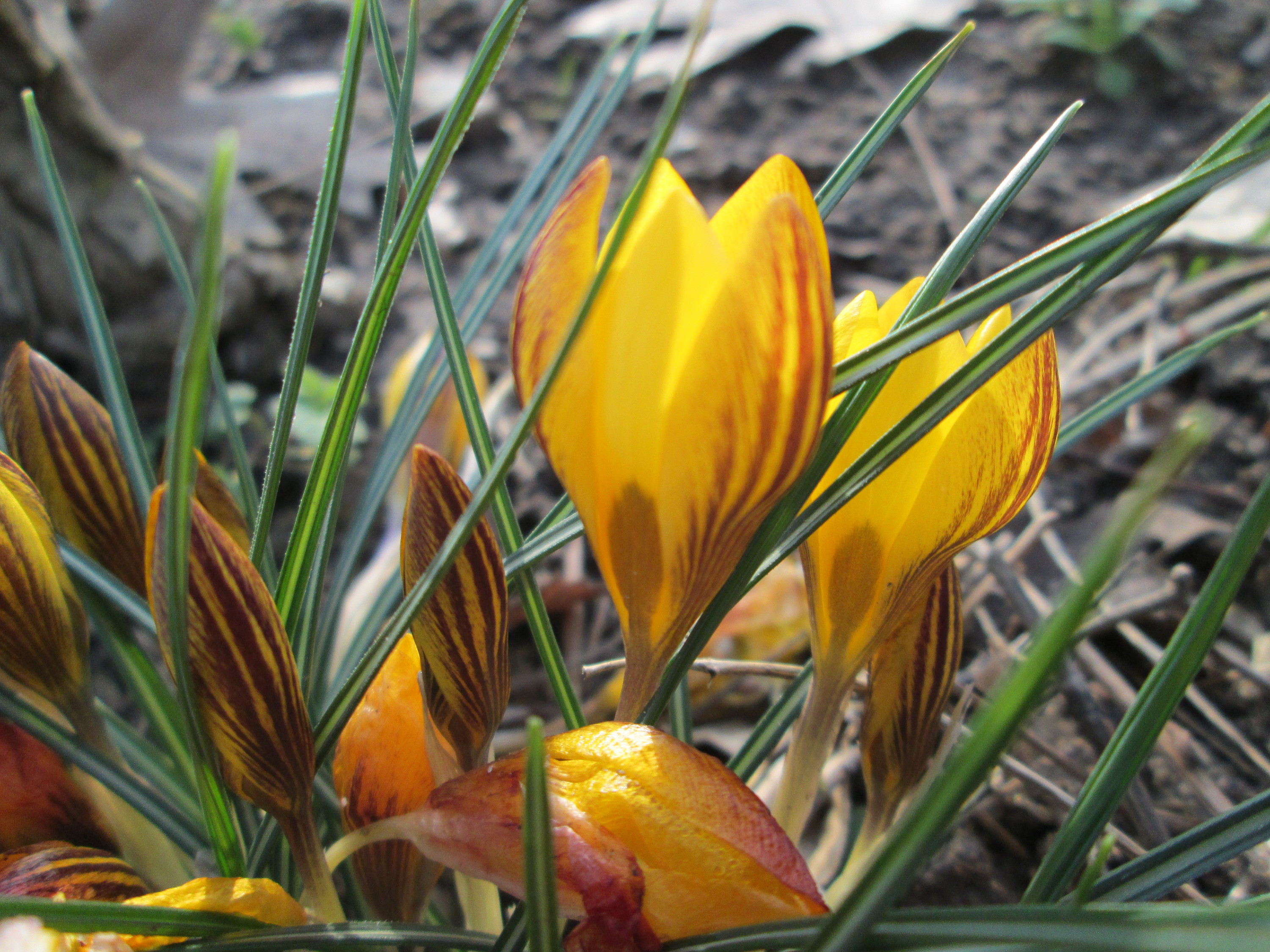
Bladeren
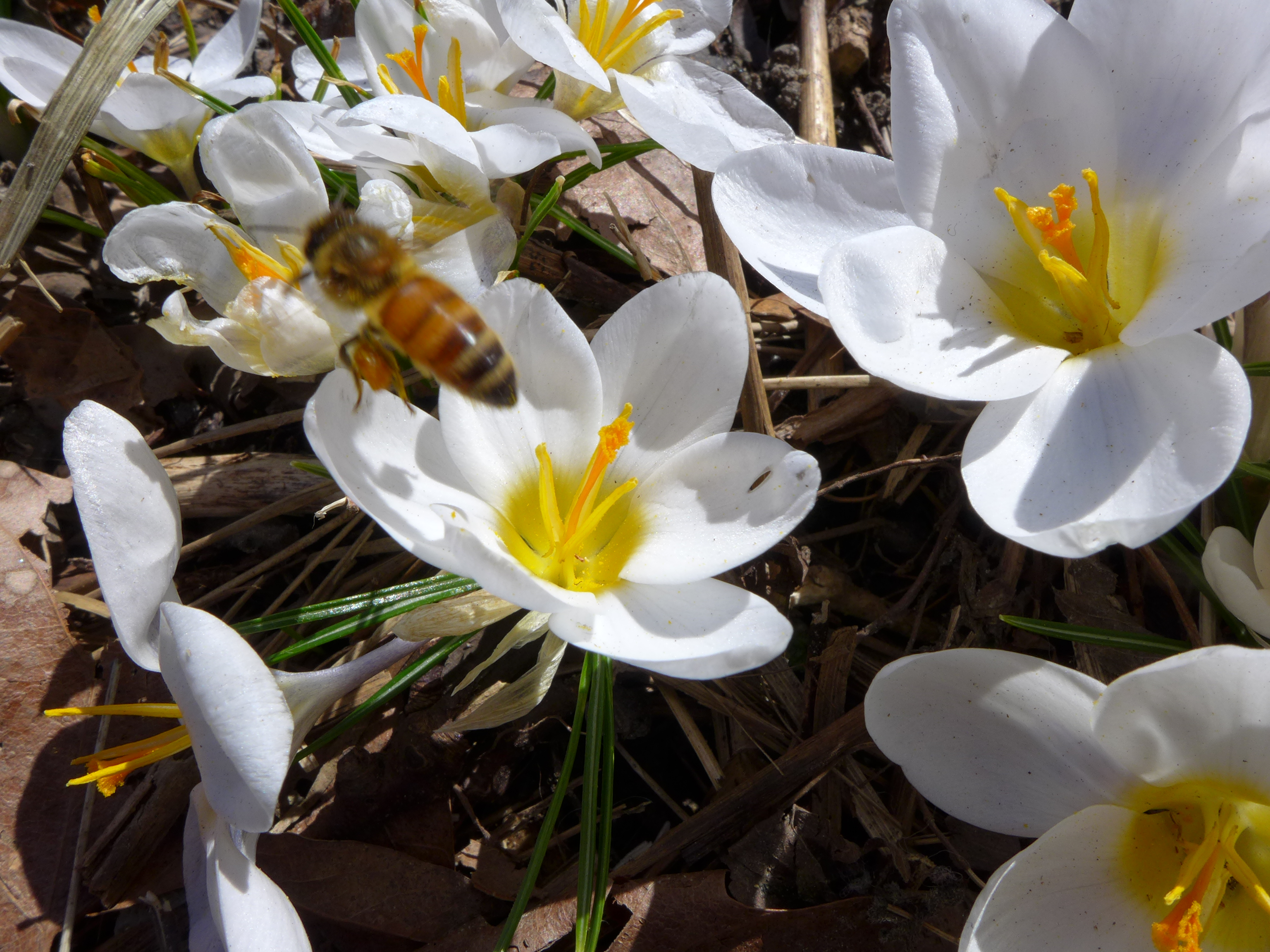
Bloem
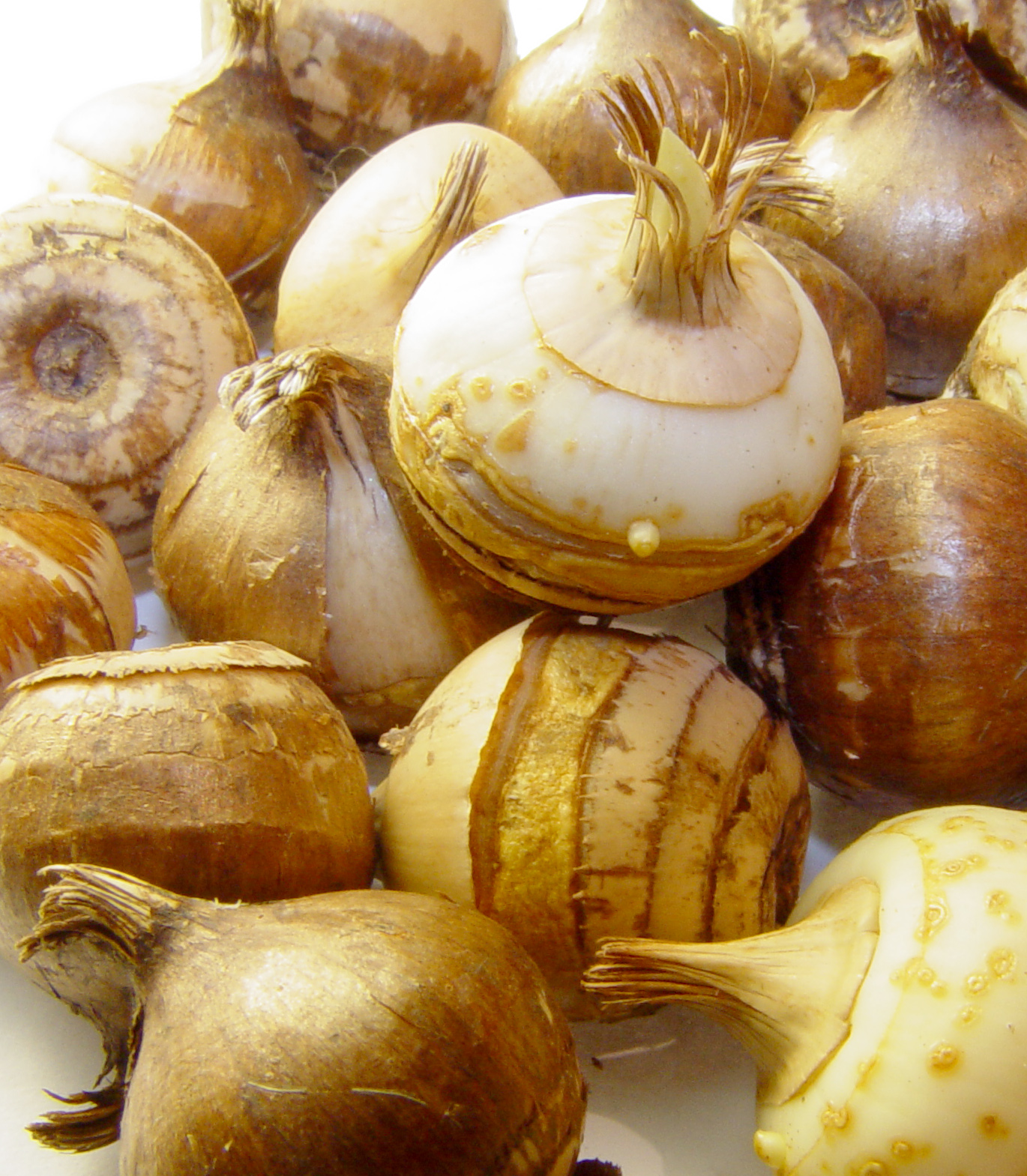
Knollen van de cultivar 'Dorothy'

De vroege krokus komt in het wild voor in de bossen bij buitenplaatsen.